# Clevosaurus
Clevosaurus – rodzaj lepidozaura z rodziny hatteriowatych (Sphenodontidae), z grupy Clevosauridae. 
Obejmuje kilka gatunków sfenodontów występujących od późnego triasu do wczesnej jury niemal na całym świecie. Gatunkiem typowym rodzaju jest Clevosaurus hudsoni, opisany w 1939 roku przez Swintona. Jego szczątki odnaleziono w górnotriasowych osadach w południowo-zachodniej Wielkiej Brytanii. Było to niewielkie zwierzę, osiągające około 25 cm długości i przypominające jaszczurkę. C. hudsoni żywił się owadami, jednak prawdopodobnie mógł zjadać również rośliny, choć niektórzy autorzy uważają, że był głównie drapieżnikiem.
Drugi opisany gatunek, Clevosaurus minor, również żył na terenie dzisiejszej południowo-zachodniej Wielkiej Brytanii, jednak na mniejszym obszarze niż C. hudsoni – był również od niego mniejszy, a jego skamieniałości są przeważnie gorzej zachowane. W 1993 roku Nicholas C. Fraser opisał C. latidens z górnego triasu okolic Cromhall w Wielkiej Brytanii i spostrzegł jego podobieństwa do fragmentów szczęk odkrytych w północnoamerykańskiej formacji Chinle. 
W 1994 Wu opisał dwa nowe gatunki z dolnej jury Chin, a Dianosaurus petilus przeklasyfikował do rodzaju Clevosaurus. W tym samym roku Hans-Dieter Sues i współpracownicy opisali C. bairdi, pierwszy gatunek Clevosaurus z Ameryki Północnej, co dowiodło, że zasięg występowania sfenodontów z tego rodzaju obejmował niemal całą Pangeę. Jego najbliższym krewnym był prawdopodobnie C. mcgilli. Zniszczoną czaszkę należącą do Clevosaurus sp. odkryto także w Afryce Południowej – brak jednak cech diagnostycznych pozwalających odróżnić go od C. bairdi. W 2005 roku opisany został C. convallis – pierwszy gatunek rodzaju Clevosaurus, którego szczątki odkryto w jurajskich osadach na terenie Wielkiej Brytanii. José Bonaparte i Sues w 2006 nazwali kolejny gatunek Clevosaurus – C. brasiliensis, którego dobrze zachowaną czaszkę odkryto w górnotriasowych osadach formacji Caturrita na terenie stanu Rio Grande do Sul w Brazylii. Jest to pierwsza skamieniałość potwierdzająca występowanie Clevosaurus również na obszarze dzisiejszej Ameryki Południowej. C. brasiliensis najbardziej przypominał C. bairdi i C. mcgilli. W 2009 roku opisano szczątki ponad 25 osobników, które sugerują, że C. brasiliensis osiągał rozmiary znacznie mniejsze od większości sfenodontów. Młode osobniki żywiły się prawdopodobnie owadami, podczas gdy dorosłe były wszystkożerne. Czaszka rosła allometrycznie, podobnie jak u innych sfenodontów. W 2015 roku Klein i współpracownicy opisali C. sectumsemper z retyckich osadów w okolicach Woodleaze w Gloucestershire. Gatunek ten osiągał mniejsze rozmiary niż C. latidens (o ok. 20–60%), różnił się też od niego cechami uzębienia, choć Hsiou i in. (2015) twierdzą, że nie jest jasne, czy te dwa gatunki są odrębne.
Pokrewieństwo w obrębie rodzaju nie jest ustalone. Możliwe, że C. latidens jest bliżej spokrewniony z kladem Opisthodontia niż z C. hudsoni. Również przynależność gatunków C. mcgilli, C. petilus i C. wangi nie jest przesądzona. Ponadto wewnątrz kladu Clevosaurus zagnieżdżony może być również klasyfikowany w odrębnym rodzaju Brachyrhinodon taylori.
Kladogram rodzaju Clevosaurus po usunięciu z niego taksonów o niepewnej pozycji filogenetycznej. Według Hsiou i in. (2015)
|  | C. bairdi                                                    |
|  |                                                              |
|  | \| \| C. wangi \| \| \| \| \| \| C. brasiliensis \| \| \| \| |
|  |                                                              |
|  | C. wangi                                                     |
|  |                                                              |
|  | C. brasiliensis                                              |
|  |                                                              |

|  | C. wangi        |
|  |                 |
|  | C. brasiliensis |
|  |                 |

|  | C. bairdi                                                    |
|  |                                                              |
|  | \| \| C. wangi \| \| \| \| \| \| C. brasiliensis \| \| \| \| |
|  |                                                              |
|  | C. wangi                                                     |
|  |                                                              |
|  | C. brasiliensis                                              |
|  |                                                              |

|  | C. wangi        |
|  |                 |
|  | C. brasiliensis |
|  |                 |

|  | C. bairdi                                                    |
|  |                                                              |
|  | \| \| C. wangi \| \| \| \| \| \| C. brasiliensis \| \| \| \| |
|  |                                                              |
|  | C. wangi                                                     |
|  |                                                              |
|  | C. brasiliensis                                              |
|  |                                                              |

|  | C. wangi        |
|  |                 |
|  | C. brasiliensis |
|  |                 |

|  | C. bairdi                                                    |
|  |                                                              |
|  | \| \| C. wangi \| \| \| \| \| \| C. brasiliensis \| \| \| \| |
|  |                                                              |
|  | C. wangi                                                     |
|  |                                                              |
|  | C. brasiliensis                                              |
|  |                                                              |

|  | C. wangi        |
|  |                 |
|  | C. brasiliensis |
|  |                 |